# Auxiliadora Pérez
María Auxiliadora Pérez Díaz est une femme politique espagnole membre du Parti populaire.

## Biographie

### Vie privée
Elle est célibataire.

### Profession
María Auxiliadora Pérez Díaz est titulaire d'une licence en droit obtenue à l'université de Salamanque. Elle possède un master en direction et gestion d'administrations publiques à l'université de Las Palmas de Grande Canarie. Elle est avocate au barreau de Las Palmas.

### Activités politiques
De 2007 à 2010, elle est vice-conseillère à l'Administration publique du Gouvernement des Canaries. Elle est membre du comité exécutif et de la junte directive régionale du parti populaire des Canaries.
Elle est conseillère municipale de Las Palmas de Gran Canaria à partir de 2007 et conseillère au cabildo insulaire de Grande Canarie de 2011 à 2015.
Le 26 juin 2016, elle est élue sénatrice pour Grande Canarie au Sénat et l'a été auparavant pour la VIIe législature.